# Kei van Hilversum

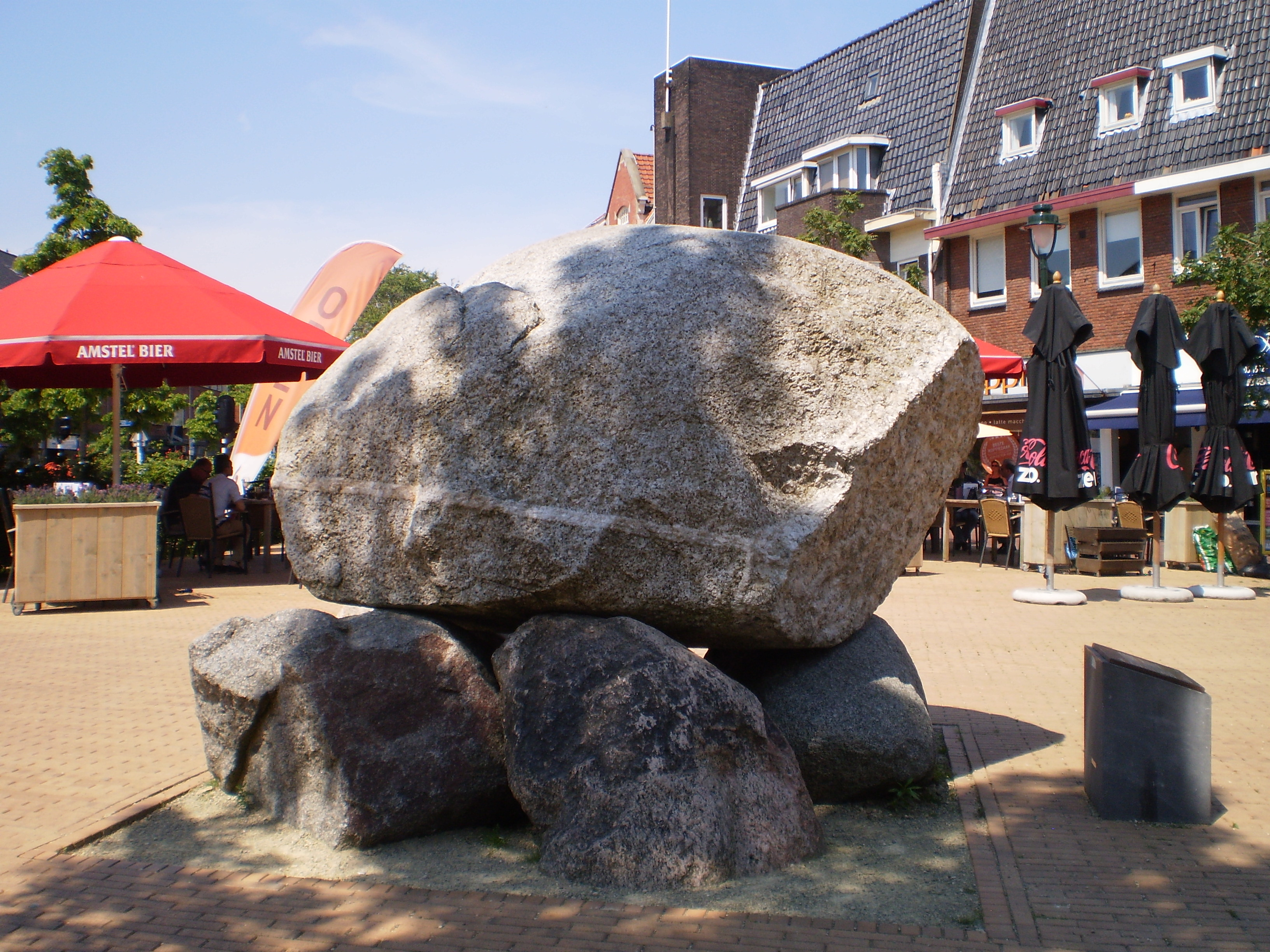
De Kei van Hilversum

De Kei van Hilversum is een zwerfkei op de hoek van de 's-Gravelandseweg en de Schoutenstraat in Hilversum. De Zweedse zwerfsteen van biotiet-graniet dateert uit de voorlaatste ijstijd, het Saalien (370.000 - 130.000 v Chr.)
De 13.000 kg wegende kei werd in 1916 door Lambertus Higler (opzichter van de gemeente Hilversum) gevonden op Westerheide bij de Aardjesberg, bij de aanleg van een fietspad van de Crailosebrug naar het Sint Janskerkhof in Laren. De Aardjesberg ligt ten oosten van de Nieuwe Crailoseweg en als onderdeel van heuvelrug de Lange Heul. In de Middeleeuwen werd de kei gebruikt als grensmarkering van de banscheiding tussen Hilversum en Laren. Restanten van deze enkele kilometers lange lage aarden wal, de Varkensdrift, zijn nog in het landschap te herkennen. De steen werd later "De Zwerver" genoemd.
De zwerfkei werd voor tien gulden gekocht van Stad en Lande van Gooiland door oud-wethouder van Hilversum, Jelle Hingst. Deze wilde de steen in zijn tuin aan de Utrechtseweg laten plaatsen. Door de hoge transportkosten zag hij van het plan af zodat de kei bleef liggen op de Aardjesberg. 
In 1921 werd de steen door Floris Vos, erfgooier en directeur van Oud Bussem, verplaatst naar het centrum van Hilversum. De kei werd daartoe met de hand uitgegraven. Vervolgens werd het gevaarte met vijzels op rails gelegd en op een platte wagen getrokken. Een grote tractor met rupsbanden van Oud-Bussem trok het gevaarte tot Hilversum. Toen de tractor het begaf werd de kei door vrachtwagens naar het pleintje aan de 's Gravenlandseweg getrokken. Op 13 augustus 1921 werd de kei na een officiële intocht op enkele kleinere zwerfstenen geplaatst. Deze keitjes waren aan het begin van de 19e eeuw opgedolven uit de Boomberg. In 1971 werd de kei een stukje verplaatst bij werkzaamheden aan het plein. In mei 2007 werd de steen verplaatst naar een plek op het plein vlak naast de kiosk.